# Арсентьев, Алексей Всеволодович
Алексей Всеволодович Арсентьев (1879 — ?) — русский геолог, профессор.

## Биография
Родился в 1879 году в г. Чита.

## Образование
Окончил Томский технологический институт (1908). Был в числе первых выпускников Горного отделения института. Студенты разведочно-геологической специальности занимались дипломными работами по петрографии, состоявшими в обработке материала по какой-либо определённой группе горных пород или из небольшого района. Все шесть выпускников по этой специальности в 1907—1908 годах выполнили работы под руководством профессора В. А. Обручева: А. В. Арсентьев — по теме «Граниты, сиениты и гнейсы Юго-Западного Забайкалья» (по коллекции В. А. Обручева).

## Деятельность
В студенческие годы принимал участие в нефтепоисковой экспедиции В. Д. Рязанова от Иркутского горного управления (1902), проводил исследования вдоль трассы Кругобайкальской железной дороги, работал техником в Нерчинском округе.
С 1923 года — старший геолог Дальневосточного отделения Геологического Комитета, изучал угленосность и нефтеносность Прибайкальского района, геологическое строение острова Ольхон, преподавал на Горном факультете Дальневосточного государственного университета. Читал в 1926—1928 одах курс «Золото и платина» студентам геологоразведочного факультета Московской горной академии
В 1930-е годы — профессор Новочеркасского индустриального института и заведующий кафедрой «Месторождения и разведка полезных ископаемых» (1936—1937; 1943—1946).
Подвергался репрессиям (арестован в 1938 году, оправдан по суду в 1940 году).
Дата смерти неизвестна.